# Paranthura urochroma
Paranthura urochroma är en kräftdjursart som beskrevs av Pires 1981. Paranthura urochroma ingår i släktet Paranthura och familjen Paranthuridae. Inga underarter finns listade i Catalogue of Life.